# 生月大橋
座標: 北緯33度21分10.8秒 東経129度26分18秒
生月大橋（いきつきおおはし）は、長崎県平戸市の平戸島と生月島を両島を隔てる辰の瀬戸を跨いで連絡する道路橋（トラス橋）である。この橋の開通で離島だった生月島は平戸島と平戸大橋を通じて九州本土とつながった。
全区間を生月大橋有料道路の一部として長崎県道路公社が管理していたが、2010年4月1日より無料開放された。
総工費約46億円。2004年度の通行台数921,920台。

## 橋梁データ
- 形式 - 3径間連続曲弦下路鋼トラス橋
- 路線名 - 長崎県道42号平戸生月線
- 起点 - 平戸市春日町
- 終点 - 平戸市生月町南免
- 等級 - 2等橋
- 橋長 - 960m（前後の高架橋を含めると1,332m）
- 最大支間長 - 400m
- 幅員 - 6.5m
- 桁下高 - 31.0m
- 設計速度 - 40km/h
- 総工費 - 約45億円

## 沿革
- 1980年（昭和55年） - 架橋調査開始。
- 1983年（昭和58年）11月 - 下部工事に着手。
- 1988年（昭和63年） - 着工。
- 1991年（平成3年）7月31日 - 長崎県道路公社が管理する一般有料道路として供用開始。
- 2005年（平成17年）10月1日 - 通行料金を大幅に値下げ（有料道路への県出資金免除による）。
  - 長崎県出資分の返済を一部免除する形で、値下げが実施された（大島大橋有料道路と同時）。値下げ後の通行料金は、普通車は片道200円。この値下げを発表した金子原二郎知事（生月町出身）は、橋梁で結ばれている両自治体が、同日の市町村合併により新市制の平戸市となることも理由のひとつであるとしている。
- 2009年（平成21年）12月8日 - 定期点検中にP6橋脚部分にひび割れが発見される[2]。
- 2010年（平成22年）4月1日 - 無料化[3]。

## 架橋による効果

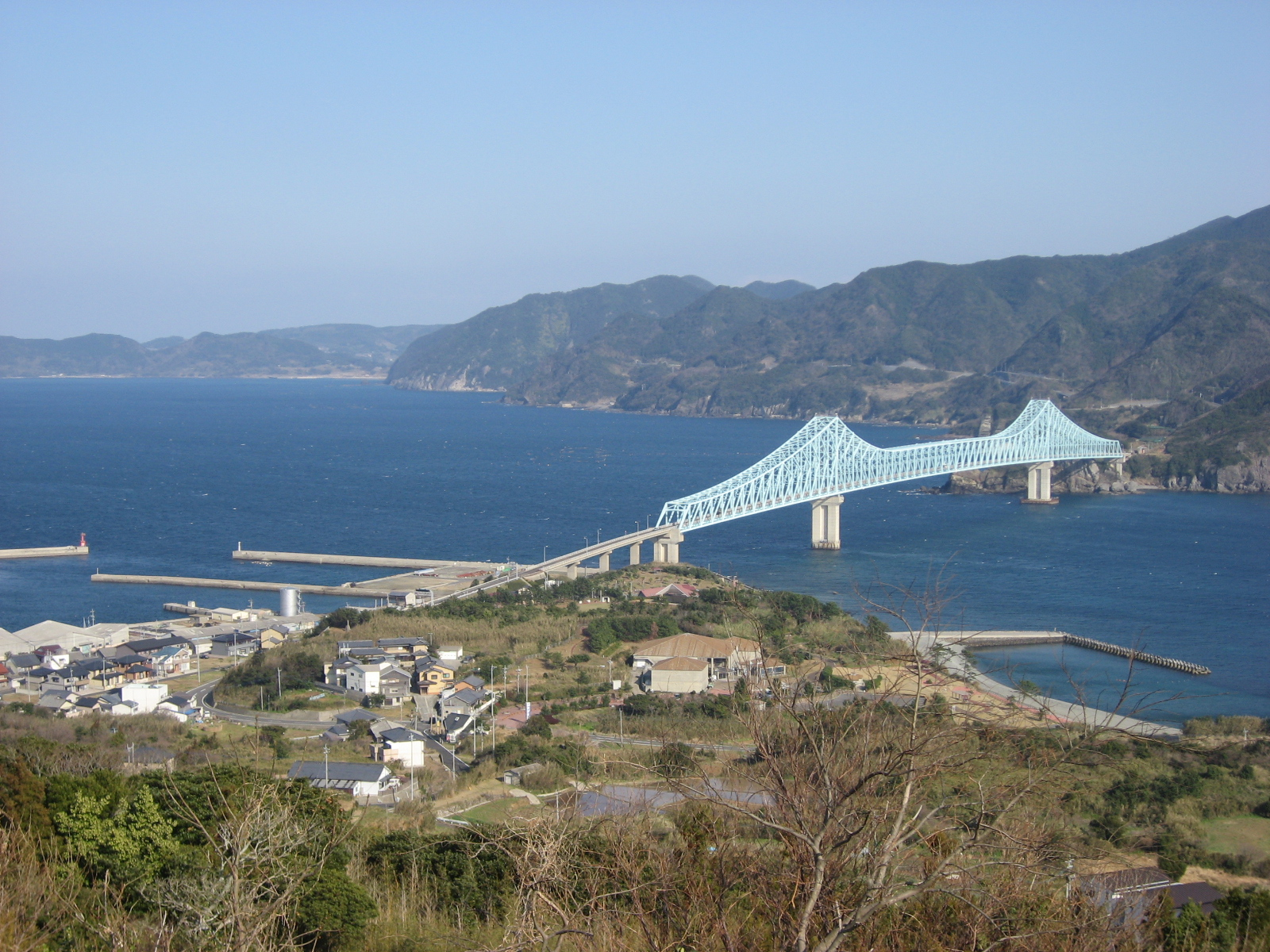
周辺環境

県の統計資料によると、交通手段がフェリーのみであった完成前に比べ、供用開始2年目には観光客が約12倍になり、その3分の2が県外からの訪問客であったという。同資料によると観光客数は1990年46,000人、1991年340,000人。1992年546,000人である。また開通以後、毎年2月には、コースの一部にこの道路が含まれる「いきつきロード大会」というマラソン大会が開催されている。

## 受賞
開通時中央の最大径間400mは3径間連続トラス橋としては世界最大規模であったことなどから、社団法人土木学会の1991年度田中賞（作品部門）を受賞している。長崎県内では1976年度の平戸大橋、1986年度の村木橋に次ぐ受賞であった。

## 生月大橋有料道路
生月大橋有料道路（いきつきおおはしゆうりょうどうろ）は、かつて長崎県平戸市にあった有料道路である。延長1.1km。長崎県道42号平戸生月線の一部であり、生月大橋が路線のほとんどの部分を占めていた。

### 路線データ
- 起点：長崎県平戸市主師町
- 終点：長崎県平戸市生月町南免
- 全長：約1.1km
- 車線数：2車線

### 通行料金（2010年無料解放前）
- 普通車 - 200円
- 中型車 - 250円
- 大型車 - （I）350円、（II）550円
- 軽自動車等 - 150円
- 軽車両等 - 20円

## 周辺
- 道の駅生月大橋 - 橋を生月島側に渡ってすぐ。
- 生月大橋公園 - 生月大橋のたもとにある公園。